# Thrak
Thrak este un album al tupei King Crimson lansat în 1995 fiind oarecum o "pereche" a mini-albumului VROOOM (1994). Acest album a fost înregistrat în formula "dublului trio" al formației King Crimson. Piesa "B'Boom" conține primul solo de tobe ce apare pe un album de studio al grupului. Titlul acesteia ar putea avea sau nu legătură cu albumul M'Boom al prolificului baterist de jazz, Max Roach. Ca o coincidență, "B'Boom" era bazată original pe un exercițiu ritmic realizat de Gavin Harrison, care avea să devină membru al King Crimson după aproape un deceniu. 

## Tracklist
1. "VROOOM" (4:38)
2. "Coda: Marine 475" (2:41)
3. "Dinosaur" (6:37)
4. "Walking on Air" (4:38)
5. "B'Boom" (4:11)
6. "THRAK" (3:59)
7. "Inner Garden I" (1:47)
8. "People" (5:53)
9. "Radio I" (0:44)
10. "One Time" (5:22)
11. "Radio II" (1:03)
12. "Inner Garden II" (1:16)
13. "Sex Sleep Eat Drink Dream" (4:50)
14. "VROOOM VROOOM" (5:50)
15. "VROOOM VROOOM: Coda" (3:01)

- Toate cântecele au fost scrise de Adrian Belew, Bill Bruford, Robert Fripp, Trey Gunn, Tony Levin și Pat Mastelotto.

## Single-uri
- "Dinosaur" (1995)
- "People" (1995)
- "Sex Sleep Eat Drink Dream" (1995)

## Componență
- Robert Fripp - chitară, mellotron
- Adrian Belew - chitară, voce
- Tony Levin - chitară bas, Stick, bas electric, voce
- Trey Gunn - Stick, voce
- Bill Bruford - baterie, percuție
- Pat Mastelotto - baterie, percuție